# Marcellin Marbot
Jean-Baptiste Antoine Marcelin Marbot, comunemente chiamato Marcellin Marbot (AFI: /maʁsølɛ̃ maʁbo/; Altillac, 18 agosto 1782 – Parigi, 16 novembre 1854), è stato un generale francese.

## Biografia

### Giovinezza
Jean-Baptiste Antoine Marcelin Marbot è nato in una famiglia di nobiltà militare ad Altillac, nell'antica provincia di Quercy. Era il figlio del generale Jean-Antoine Marbot, ex aiutante di campo del tenente generale de Schomberg, ispettore generale di cavalleria. Dopo aver studiato al collegio militare di Sorèze, entrò nell'esercito come volontario.

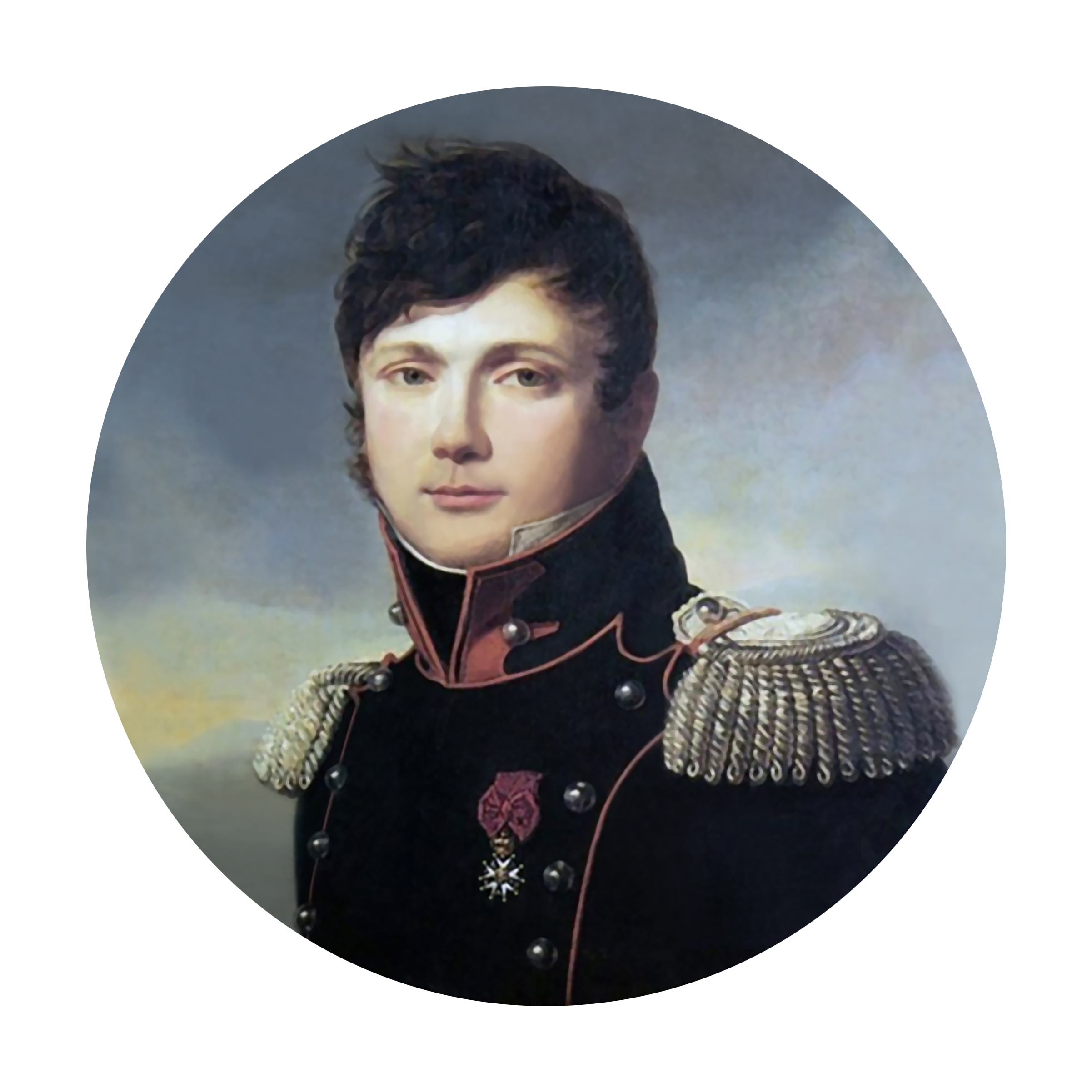
Il colonnello Marbot nel 1812

### Guerre napoleoniche
Riuscì a salire rapidamente di grado divenendo aiutante di campo del maresciallo Augereau, che comandava il VII corpo d'armata, nella guerra contro il Regno di Prussia e l'Impero russo nel 1806-7. Dopo la battaglia di Austerlitz, fu promosso al grado di capitano il 3 gennaio 1807. Il mese seguente prese parte alla battaglia di Eylau, durante la quale perse quasi la vita. Si distinse sotto il comando dei marescialli Lannes e Massena e dimostrò le sue capacità di comando alla testa della cavalleria leggera nella campagna di Russia del 1812 e in quella tedesca dell'anno seguente. Dopo una lenta guarigione dalle ferite ricevute nel corso della battaglia di Lipsia fu promosso generale di brigata da Napoleone durante i cento giorni e prese parte alla battaglia di Waterloo, in cui fu nuovamente ferito.

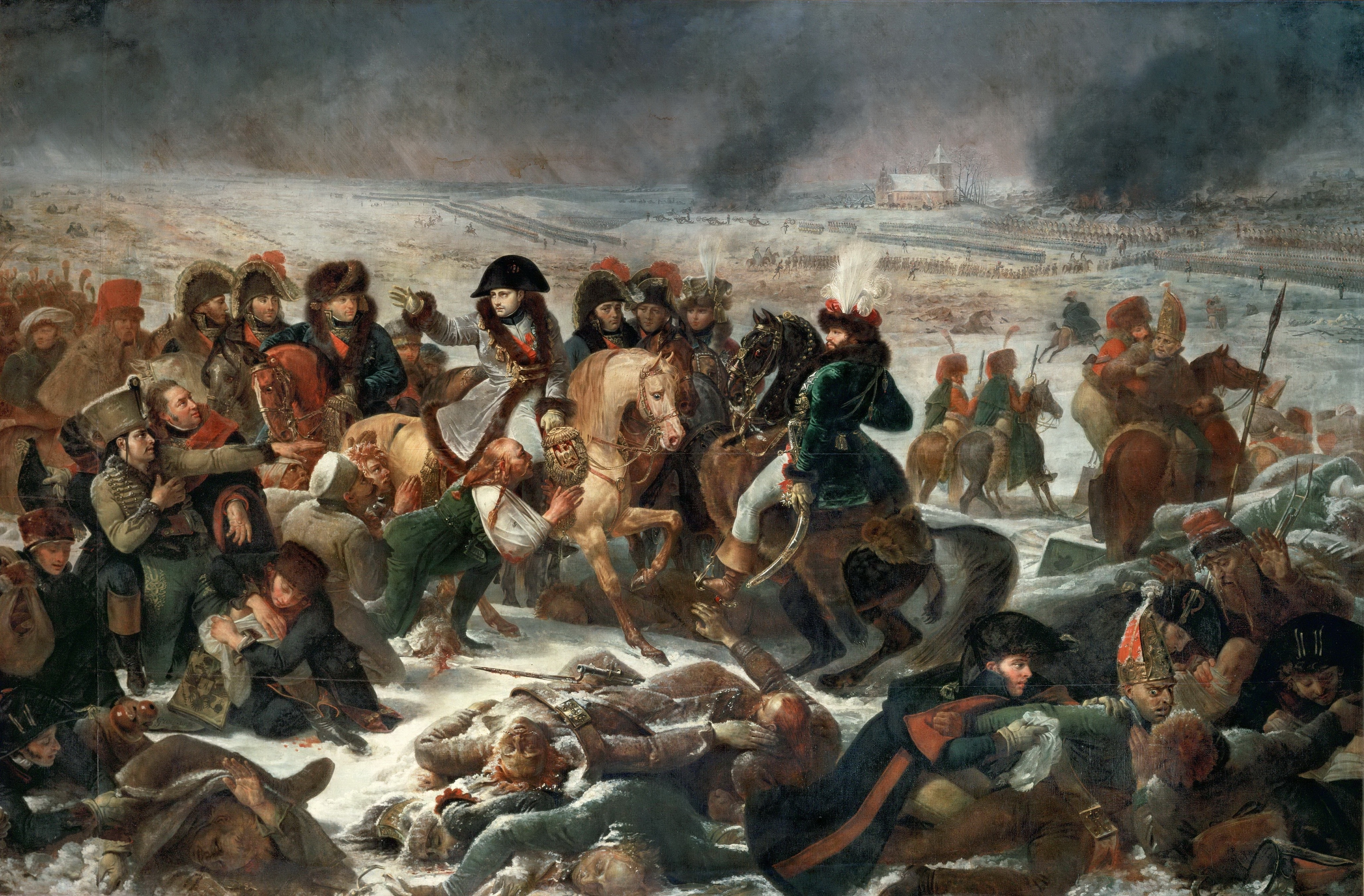
La battaglia di Eylau, in cui il giovane capitano Marbot perse quasi la vita

### Monarchia di Luglio
Andò in esilio in Germania durante la restaurazione successiva alla caduta di Napoleone e ritornò in Francia solo nel 1819, tuttavia la sua amicizia con il duca di Orleans gli assicurò nuovamente posti importanti nell'esercito sotto la monarchia di luglio. Nel 1830 fu fatto maresciallo di campo (generale di brigata) e in questa veste prese parte all'assedio di Anversa del 1832. Dal 1835 al 1840 prestò servizio in varie spedizioni militari in Algeria. Fu promosso tenente generale (generale di divisione) nel 1836 e gli fu assegnata la Croce di Grand'Ufficiale dell'Ordine della Legion d'onore. Nel 1845 fu fatto membro della Camera dei Pari e si ritirò a vita privata tre anni dopo, alla caduta di Luigi Filippo.

## Famiglia

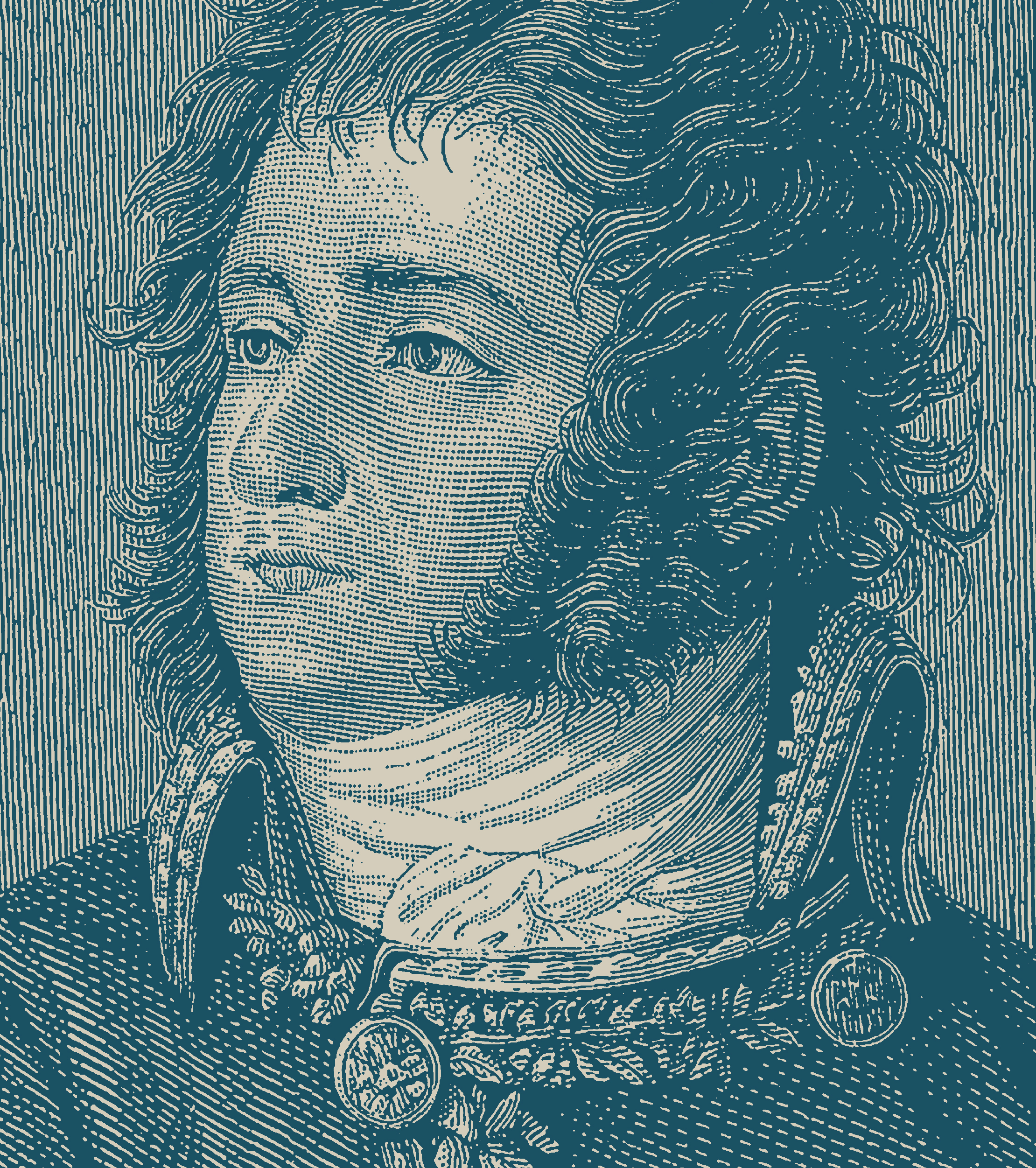
Il generale Jean-Antoine Marbot

Suo padre, il generale Jean-Antoine Marbot, ebbe quattro figli, solo due che raggiunsero l'età adulta: Antoine Adolphe Marcelin, il maggiore, maresciallo di campo (generale di brigata) durante la monarchia di luglio, e Jean-Baptiste Antoine Marcelin, il cadetto. Tramite sua madre, era cugino di François Certain de Canrobert, maresciallo di Francia durante il Secondo Impero francese.
Nel 3 ottobre 1776 sposò Angélique Marie Caroline Personne-Desbrières (1790-1873), dalla quale ebbe:
- Adolphe Charles Alfred, chiamato Alfred (1812-1865): pittore, storico e uniformologo francese
- Charles Nicolas Marcelin, chiamato Charles (1820-1882): la cui figlia Marguerite pubblicherà le famose memorie di suo nonno

## Onorificenze

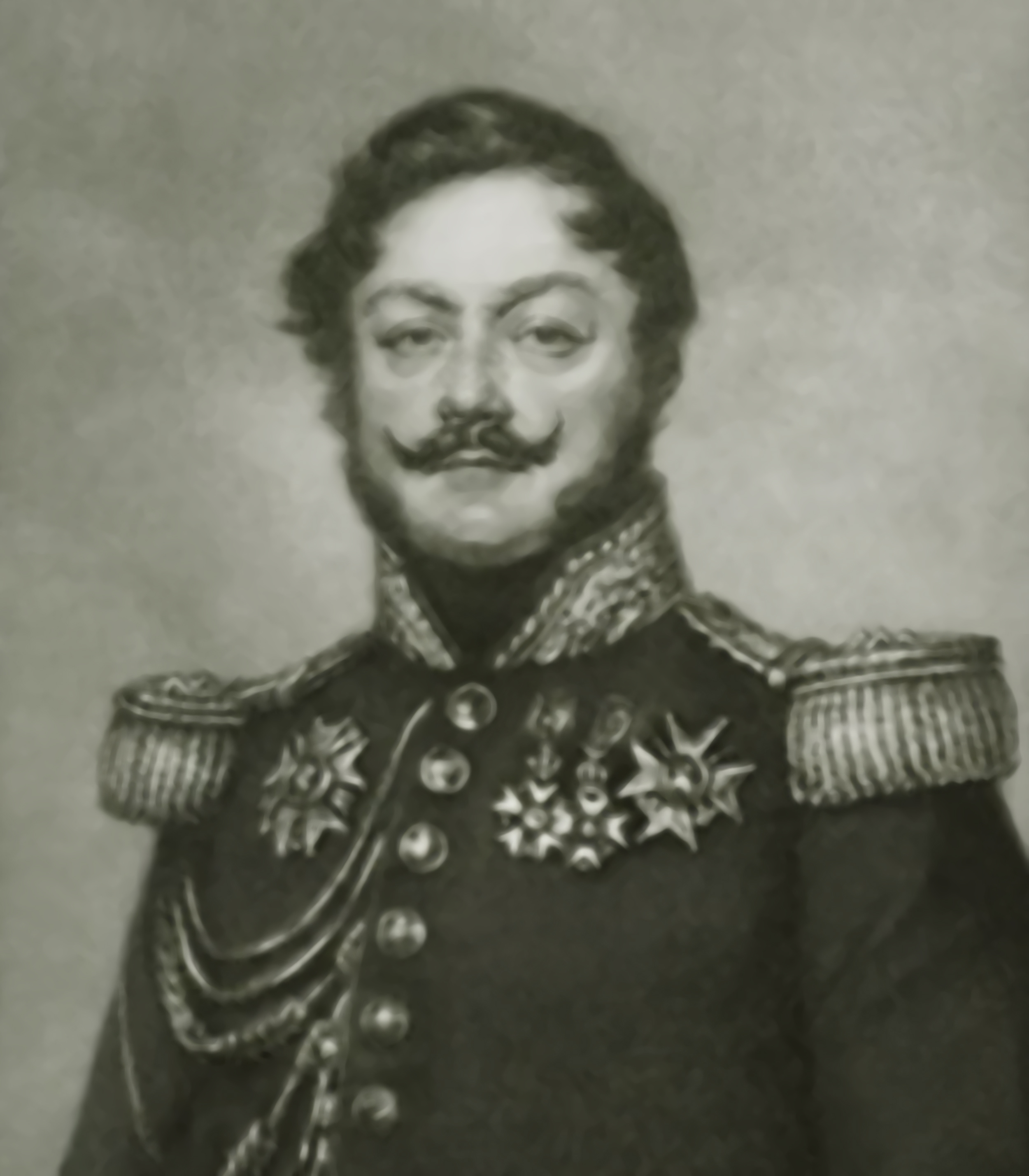
Il generale Marbot nel 1840

### Onorificenze francesi
- Ordine nazionale della Legion d'onore: Cavaliere (1808)
- Ordine nazionale della Legion d'onore: Ufficiale (1813)
- Reale e Militare Ordine di San Luigi: Cavaliere (1827)
- Ordine Reale della Legion d'onore: Commendatore (1831)
- Ordine Reale della Legion d'onore: Grand'Ufficiale (1836)

### Onorificenze estere
- Ordine di Leopoldo: Commendatore (1833)
- Ordine della Corona di quercia: Cavaliere di Gran Croce (1842)

## Opere

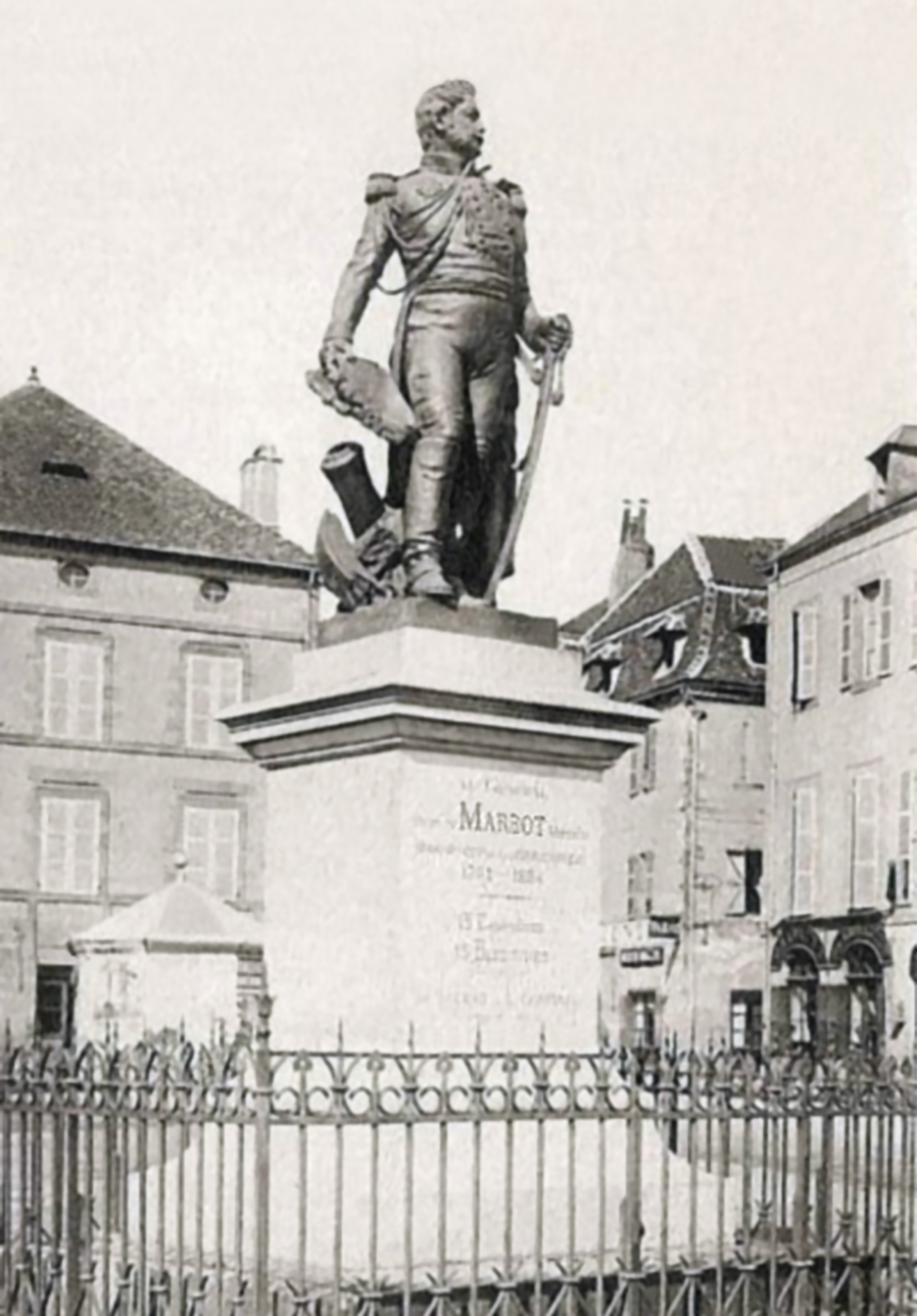
Statua del generale Marbot a Beaulieu-sur-Dordogne

Marbot scrisse un libro di memorie: le Mémoires du Général Baron de Marbot, in tre volumi, edite da Plon nel 1891.
Esse ritraggono, talvolta in modo abbellito, il suo ruolo nelle guerre napoleoniche. Esse sono consultabili sulla biblioteca Gallica.
Ha anche pubblicato alcune opere in vita:
- Remarques critiques sur l'ouvrage de M. le lieutenant-général Rogniat, intitulé: Considérations sur l'art de la guerre (1820)
- De la nécessité d'augmenter les forces militaires de la France; moyen de le faire au meilleur marché possible (1825)

Infine, ha redatto l'articolo Cavalleria su l'Encyclopédie moderne e collaborato alla rivista Spectateur militaire.

## Citazioni letterarie
Arthur Conan Doyle ha modellato il personaggio immaginario del brigadier Gérard, divertente eroe nel libro Les exploits du brigadier Gérard (1902) su figure reali di epoca napoleonica, tra cui il generale Marbot.
Nel romanzo Mrs. Dalloway (1925) di Virginia Woolf, le memorie di Marbot sono lette dal personaggio principale, Clarissa Dalloway.
Come altre figure storiche, Marbot è uno dei protagonisti del ciclo del Mondo del Fiume (1967-1983) dello scrittore di fantascienza Philip José Farmer.